# Тилва Рош
„Тилва Рош“ је српски филм из 2010. године. Режирао га је Никола Лежаић, који је написао и сценарио. Овај филм је његово дебитантско остварење, сниман је у Бору, Мајданпеку и у Београду.
Ова тинејџерска драма, чија радња је смештена у рударском месту Бор премијерно је приказана 30. јула 2010. године на Филмском фестивалу у Сарајеву, а светску премијеру имала је 8. августа 2010. године на фестивалу у Локарну, где се такмичио у категорији за најбољи дебитантски филм.
На 16. Филмском фестивалу у Сарајеву овај филм је освојио награду Срце Сарајева за најбољи играни филм.

## Радња
Бор, Србија, некада највећи рудник бакра у Европи, постао је ништа више од највеће рупе у Европи. У току су мали раднички протести око приватизације рудника. 
Тода и Стефан су нераздвојни пријатељи, скејтери, који проводе прво лето након средње школе у снимању видео-клипова, инспирисани "Jackass"-ом, у којима изводе опасне вратоломије. Они се такмиче за наклоност Дуње, тинејџ-анархисте из Француске, која лето проводи у Бору. У чудном односу пријатељства и ривалства, један покушава да надмаши другога. Када раднички протест око приватизације рудника у Бору, који је у току, прерасте у велике нереде, једна ствар ће их поново спојити-њихова деструктивност....

## Улоге
| Глумац             | Улога         |
| ------------------ | ------------- |
| Марко Тодоровић    | Тода          |
| Стефан Ђорђевић    | Стефан        |
| Дуња Ковачевић     | Јелена        |
| Радоје Чупић       | Тодин отац    |
| Драгана Мркић      | Тодина мајка  |
| Љубомир Тодоровић  | Стефанов отац |
| Ненад Пећинар      | презентер     |
| Драган Стојменовић | менаџер       |